# یوریکو شیما
یوریکو شیما (ژاپنی: 島 由理子) بازیکن فوتبال اهل ژاپن و عضو تیم ملی فوتبال ژاپن است که در تاریخ ۷ ژوئن ۱۹۸۱ میلادی اولین بازی ملی‌اش را انجام داد. او در ۴ بازی ملی حضور داشت و آخرین بازی ملی خود را در تاریخ ۹ سپتامبر ۱۹۸۱ میلادی انجام داد. یوریکو شیما در بازی‌های ملی‌اش
گلی به ثمر نرساند.